# Wapen van Bakel en Milheeze

Wapen van Bakel en Milheeze

Het wapen van Bakel en Milheeze werd op 16 juli 1817 bij besluit van de Hoge Raad van Adel aan de toenmalige Noord-Brabantse gemeente Bakel bevestigd. Op 8 mei 1819 werd de naam van deze gemeente gewijzigd in Bakel en Milheeze, en ging het wapen over op deze gemeente. Deze gemeente ging op 1 januari 1997 op in de nieuw opgerichte gemeente Gemert-Bakel, waardoor het wapen kwam te vervallen. In het wapen van Gemeert-Bakel werden geen elementen uit dat van Bakel en Milheeze overgenomen. Het wapen van Bakel en Milheeze is sindsdien in gebruik als dorpswapen voor Bakel.

## Blazoenering
De blazoenering bij het wapen luidt als volgt:
Van lazuur, beladen met St. Willebrordus, houdende in deszelfs regterhand oen pater nostre en in deszelfs linker een staf, alles van goud.
De heraldische kleuren in het wapen zijn lazuur (blauw) en goud (geel). Dit zijn de rijkskleuren. Niet vermeld is dat de heilige op een losse grond van goud staat.

## Geschiedenis
Het wapen is afgeleid van een schependomszegel. Het oudst bekende zegel is in 1423 vervaardigd en toont reeds St. Willebrordus, de patroonheilige. Deze houdt een boek in zijn rechterhand en het is onduidelijk waarom dit in het wapen is vervangen door een rozenkrans. 